# Japán férfi kézilabda-válogatott
A japán férfi kézilabda-válogatott Japán nemzeti férfi kézilabda-válogatottja, melyet a Japán Kézilabda-szövetség irányít.

## Eredmények nemzetközi tornákon
A japán férfi kézilabda-válogatott az ázsiai kontinens egyik legerősebb és legeredményesebb csapata. Kétszer nyerték meg az ázsiai kézilabda-bajnokságot. Az olimpiai játékokon eddig négy alkalommal vettek részt és legjobb helyezésük egy 9. hely az 1976. évi nyári olimpiáról.
A világbajnokságra több ízben is kvalifikálták magukat. Az 1970-es vb-n szerzett 10. helyezésük az eddigi legjobb eredményük ebben a versenysorozatban.

## Nemzetközi tornákon való szereplés
Világbajnokság
- 1938 – 1958 – Nem jutott ki
- 1961 – 12. hely
- 1964 – 16. hely
- 1967 – 11. hely
- 1970 – 10. hely
- 1974 – 12. hely
- 1978 – 12. hely
- 1982 – 14. hely
- 1986 – Nem jutott ki
- 1990 – 15. hely
- 1993 – Nem jutott ki
- 1995 – 23. hely
- 1997 – 15. hely
- 1999 – Nem jutott ki
- 2001 – Nem jutott ki
- 2003 – Nem jutott ki
- 2005 – 16. hely
- 2007 – Nem jutott ki
- 2009 – Nem jutott ki
- 2011 – 16. hely
- 2013 – Nem jutott ki
- 2015 – Nem jutott ki
- 2017 – 22. hely
- 2019 – 24. hely
- 2021 – 19. hely
- 2023 – Nem jutott ki
- 2025 – 28. hely

Kézilabda-Ázsia-bajnokság
- 1977 – Győztes
- 1979 – Győztes
- 1983 – 2. hely
- 1987 – 2. hely
- 1989 – 2. hely
- 1991 – 2. hely
- 1993 – 3. hely
- 1995 – 4. hely
- 2000 – 3. hely
- 2002 – 6. hely
- 2004 – 2. hely
- 2006 – 5. hely
- 2008 – 6. hely
- 2010 – 3. hely
- 2012 – 4. hely
- 2014 – 9. hely
- 2016 – 3. hely
- 2018 – 6. hely
- 2020 – 3. hely
- 2022 – visszalépett
- 2024 – 2. hely

Nyári olimpiai játékok
- 1936 — Nem vett részt
- 1972 — 11. hely
- 1976 — 9. hely
- 1980 — Nem jutott ki
- 1984 — 10. hely
- 1988 — 11. hely
- 1992 — Nem jutott ki
- 1996 — Nem jutott ki
- 2000 — Nem jutott ki
- 2004 — Nem jutott ki
- 2008 — Nem jutott ki
- 2012 — Nem jutott ki
- 2016 — Nem jutott ki
- 2020 — 11. hely
- 2024 — 11. hely

## Külső hivatkozások
- A kézilabda válogatott honlapja